# Gypona retifera
Gypona retifera är en insektsart som beskrevs av Berg 1899. Gypona retifera ingår i släktet Gypona och familjen dvärgstritar. Inga underarter finns listade i Catalogue of Life.